# Miao dao

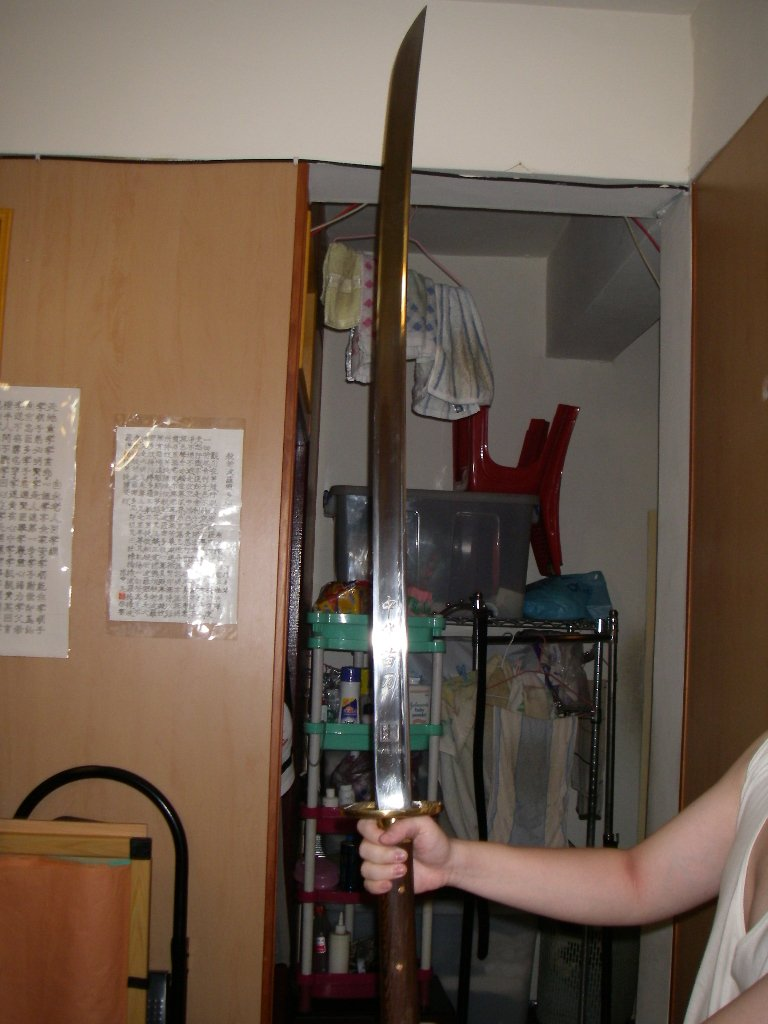
La lama del Miao Dao

Il Miao Dao (苗刀) è un'arma delle arti marziali cinesi del periodo della dinastia Ming. Essa è un dao, o sciabola, che viene impugnata a due mani (ma in alcuni maneggi può anche essere anche presa con una mano sola) con una stretta lama lunga fino a 1,2 metri o oltre e una lunga impugnatura.

## Etimologia
Il nome si può riferire ad una varietà di sciabole cinesi precedenti, come il zhǎnmǎ dāo e il changdao. Insieme al dadao, il miaodao è stato usato da alcune truppe cinesi durante la seconda guerra sino-giapponese.
L'ideogramma "miao" (苗) è lo stesso dell'etnia Miao (苗族). Siccome questa etnia è famosa per la propria pratica delle arti marziali, possiede nella propria dotazione una sciabola che è chiamata allo stesso modo Miaodao (苗刀), da non confondersi con la sua omonima del Nord.

## Origine
Il Miaodao è stato utilizzato dal generale Qi Jiguang nella campagna contro i pirati Giapponesi, probabilmente sul modello della Katana. Il Miaodao è descritto nel libro di Cheng Zongyou (程宗猷), Dandao Fa Xuan (單刀法選).

## Il Miaodao all'Accademia Centrale
Il Taolu di Miaodao, Erlu Miaodao (二路苗刀) entrò dopo il 1928 a fare parte del curriculum dello Zhongyang Guoshu Guan di Nanchino, grazie all'insegnamento di Guo Changsheng, che apparteneva al lignaggio di Cheng Zongyou.

### Video
- Miaodao Chuojiao Fanzi, su youtube.com.
- Silu Miaodao, su youtube.com.
- Guo Ruixiang Miaodao, su youtube.com.
- Miaodao Duilian, su youtube.com.
- Miaodao Piguaquan, su youtube.com.